# Volley Millenium Brescia
La Volley Millenium Brescia è una società pallavolistica femminile italiana con sede a Brescia: milita nel campionato di Serie A2.

## Storia
La Volley Millenium Brescia viene fondata nel 1999, partecipando per diversi anni a campionato di carattere locale. A seguito dell'arrivo del presidente Roberto Catania, nel 2006, viene allestita una squadra che nella stagione 2011-12 disputa il campionato di Serie B2: nell'annata successiva, a seguito del primo posto in classifica, ottiene la promozione in Serie B1.
L'esordio in Serie B1 avviene nella stagione 2013-14: nell'annata 2015-16, dopo il primo posto in regular season, vince i play-off, conquistando quindi l'accesso in Serie A2, categoria dove debutta nel campionato 2016-17, qualificandosi nella stessa annata per la prima volta ai play-off promozione, sconfitta poi nei quarti di finale. Nella stagione 2017-18 debutta anche nella Coppa Italia di Serie A2, uscendo ai quarti di finale, mentre in campionato chiude la regular season al primo posto, venendo promossa in Serie A1.
Nella stagione 2018-19 partecipa per la prima volta alla massima divisione del campionato italiano, mentre nella stagione 2020-21 debutta nella Supercoppa italiana, venendo eliminata agli ottavi di finale: al termine dell'annata, complice l'ultimo posto in classifica, retrocede in Serie A2.
Nella stagione 2021-22 sfiora la promozione in Serie A1 perdendo, dopo aver chiuso la regular season al primo posto in classifica, lo spareggio promozione con il Pinerolo e quindi la semifinale dei play-off con il Mondovì. L'annata vede tuttavia la Millenium Brescia vincere il suo primo trofeo: la Coppa Italia di Serie A2. L'annata successiva vede la Millenium Brescia ancora protagonista nel campionato cadetto, ma la stagione termina senza successi dopo la sconfitta nella finale della Coppa Italia di categoria ad opera del Roma Club e quella con la Trentino nella finale dei play-off promozione.

## Rosa 2024-2025
| N° | Nome               | Ruolo | Data di nascita   | Nazionalità sportiva |
| -- | ------------------ | ----- | ----------------- | -------------------- |
| 2  | Silvia Romanin     | P     | 27 febbraio 2003  | Italia               |
| 3  | Laura Franceschini | C     | 17 ottobre 2006   | Italia               |
| 4  | Francesca Trevisan | S     | 22 settembre 1995 | Italia               |
| 5  | Camilla Riccardi   | L     | 5 aprile 2000     | Italia               |
| 7  | Viola Tonello      | C     | 3 gennaio 1994    | Italia               |
| 8  | Chiara Scacchetti  | P     | 10 dicembre 1995  | Italia               |
| 9  | Federica Stroppa   | O     | 9 febbraio 1997   | Italia               |
| 10 | Berthrade Bikatal  | S     | 23 luglio 1992    | Camerun              |
| 12 | Lara Davidović     | O     | 13 dicembre 1997  | Francia              |
| 13 | Aurora Pistolesi   | S     | 3 giugno 1999     | Italia               |
| 15 | Serena Scognamillo | L     | 24 febbraio 2001  | Italia               |
| 17 | Denise Meli        | C     | 9 aprile 2001     | Italia               |

## Palmarès
- Coppa Italia di Serie A2: 1

2021-22